# 山鹿市立内田小学校矢谷分校
山鹿市立内田小学校矢谷分校（やまがしりつ うちだしょうがっこう やたにぶんこう）は、熊本県山鹿市菊鹿町矢谷にあった山鹿市立内田小学校の分校である。

## 沿革
- 1873年 - 矢谷小学校創立。
- 1884年 - 尋常上内田小学校矢谷分教場となる。
- 1912年 - 上内田尋常小学校矢谷分教場と改称。
- 1941年 - 内田国民学校矢谷分校と改称。
- 1947年 - 内田村立内田小学校矢谷分校と改称。
- 1955年 - 菊鹿村立内田小学校矢谷分校と改称。
- 1965年 - 菊鹿町立内田小学校矢谷分校と改称。
- 2005年 - 山鹿市立内田小学校矢谷分校と改称。
- 2007年 - 休校
- 2016年 - 山鹿市立六郷小学校、山鹿市立城北小学校、山鹿市立内田小学校、山鹿市立内田小学校山内分校と統合して山鹿市立菊鹿小学校へ